# Ван Цзюнься
Ван Цзюнься́ (кит. упр. 王军霞, пиньинь Wáng Jūnxiá; род. 19 января 1973 или 9 января 1973, Цзяохэ, Гирин) — китайская легкоатлетка, олимпийская чемпионка и чемпионка мира. В 2012 году вошла в число первых членов зала славы ИААФ.

## Биография
Ван Цзюнься родилась в 1973 году в Цзяохэ (городской округ Гирин провинции Гирин). В 1988 году поступила в спортшколу в Даляне, в 1991 году вошла в сборную провинции Ляонин по лёгкой атлетике, где тренировалась под руководством тренера Ма Цзюньжэня. В сентябре 1995 года вошла в национальную сборную по лёгкой атлетике, где её тренером стал Мао Дэчжэнь.
Уже в 1993 году на чемпионате мира по лёгкой атлетике в Штутгарте Ван Цзюнься завоевала золотую медаль на дистанции 10 000 м. 8 сентября 1993 на национальном чемпионате в Пекине на этой дистанции установила один из самых долгоживущих мировых рекордов — 29.31,78. Этот рекорд был побит эфиопкой Алмаз Аяной на Олимпиаде 2016 года. В 1996 году на Олимпийских играх в Атланте она завоевала золотую медаль на дистанции 5 км и серебряную — на дистанции 10 км.
В мае 1997 года Ван Цзюнься вышла замуж за Чжан Юя — бывшего члена футбольной сборной провинции Ляонин — и прекратила спортивную карьеру. Она училась в Институте правоведения Китайского народного университета, юридическом факультете Ляонинского университета, в Университете штата Колорадо в США. 31 мая 2001 года у неё родился сын. В 2006 году супруги развелись.
В октябре 2008 года Ван Цзюнься вышла замуж за эмигрировавшего в США китайца Хуан Тяньвэня. 18 июня 2010 года у них родилась дочь.